# Malaxis wendtii
Malaxis wendtii là một loài thực vật có hoa trong họ Lan. Loài này được Salazar mô tả khoa học đầu tiên năm 1993.